# Cherokee Rose
«Rosa Cherokee» —título original en inglés: «Cherokee Rose»— es el cuarto episodio de la segunda temporada de la serie de terror posapocalíptico The Walking Dead, que fue emitido por AMC en los Estados Unidos el 6 de noviembre de 2011, El episodio fue escrito por Evan Reilly y dirigido por Billy Gierhart. En el episodio, el grupo de sobrevivientes se mudan al hogar de Hershel Greene (Scott Wilson). Mientras el grupo contempla qué hacer, Daryl Dixon (Norman Reedus) continúa buscando a Sophia Peletier (Madison Lintz). El lugar principal de grabación para el episodio comenzado en el Condado de Coweta en Senoia, Georgia donde los lugares de rodaje se establecieron en una casa abandonada a fines del siglo XIX de un estilo tipo "renacimiento gótico" en el centro de la ciudad Sharpsburg, Georgia.
Los temas principales en "Cherokee Rose" incluye el cambio gradual de Daryl Dixon en un personaje más amistoso y el desarrollo de una relación entre Maggie y Glenn. Durante una secuencia en el episodio, los sobrevivientes sacan a un caminante de un pozo de agua. Durante una secuencia en el episodio, los sobrevivientes extraen a un zombi hinchado, comúnmente referido por el grupo como "caminante", fuera de un pozo de agua, lo que finalmente lleva a que el caminante se seccione por la mitad. Greg Melton, diseñador de producción de la serie, colaboró con KNB Efx Group en la producción de la escena. La filmación de la secuencia surgió durante un período aproximado de dos días.
"Cherokee Rose" fue bien recibida por los críticos de televisión, que elogiaron las historias del episodio y el desarrollo del personaje. Tras la emisión inicial, obtuvo 6.29 millones de espectadores y alcanzó una calificación de 3.4 en el grupo demográfico de 18-49, según Nielsen ratings. "Cherokee Rose" se convirtió en el programa de cable con la calificación más alta del día, así como en el segundo programa de cable más valorado de la semana.

## Argumento
Carl Grimes se recupera de su operación para extraer fragmentos de una bala, que había recibido antes cuando se encontró con un ciervo. Le pregunta a su padre Rick si su amiga Sophia Peletier está bien. Como Sophia todavía está desaparecida, Rick le miente a Carl a regañadientes y le dice que ella está bien. Dale Horvath, Daryl Dixon, Andrea y Carol Peletier mueven los vehículos, instalan un campamento en la casa de los Greene y conocen a la familia Greene. Allí, encabezan una procesión fúnebre para el peón de su rancho, Otis. A Shane Walsh se le pide que comparta los momentos finales de Otis; Shane se apega a su mentira de que Otis había sacrificado su vida para salvar a Carl, mientras que en realidad Shane asesino a Otis.
Junto con Hershel Greene y su hija Maggie, el grupo organiza la búsqueda de Sophia. Como Shane todavía está herido y Rick está demasiado débil por la pérdida de sangre, Daryl se aventura solo. Daryl finalmente encuentra una casa abandonada, pero no localiza a Sophia. Encuentra una rosa cherokee (Rosa laevigata) que es un signo de los nativos americanos (Nativos americanos en los Estados Unidos) en el que los dioses protegían a sus hijos y se la da a Carol.
Maggie le pide ayuda al grupo para retirar un caminante hinchado que cayó a un pozo de agua dulce antes de que contamine el agua. Después de usar comida como cebo sin éxito, Glenn es bajado como cebo vivo, pero los demás pierden el control de la cuerda, lo que hace que el caminante o agarre las piernas de Glenn, lo que lo asusta. Glenn logra salir, poniendo la cuerda en el caminante. El grupo saca al caminante, pero para consternación de todos, su cuerpo se parte por la mitad y la mitad inferior cae nuevamente al pozo y lo contamina. Maggie y Glenn deciden aventurarse a la farmacia local para buscar más suministros. Antes de irse, Lori le pide a Glenn que le busque una prueba de embarazo. En la farmacia, Glenn encuentra la prueba de embarazo y luego encuentra una bolsa de condones, que Maggie lo sorprende sosteniendo. Sin poder explicarse, Maggie cree que eran para que ella y ambos mantienen relaciones sexuales.
Rick y Hershel recorren las tierras de cultivo, donde Hershel revela que el grupo tiene que irse una vez que Carl se recupere por completo. Rick logra convencer a Hershel para que el grupo se quede mientras tanto. Sin embargo, hay reglas que deben seguir. Rick le ruega a Hershel que no los obligue a irse y que reconsidere su solicitud.
Más tarde, Rick está en la habitación donde Carl se recupera en la cama. Una vez que Carl se despierta, Rick admite que le mintió sobre Sophia; Carl revela que su madre ya le dijo la verdad. Mientras tanto, la prueba de embarazo revela que Lori está embarazada.

## Producción
"Cherokee Rose" fue escrito por Evan Reilly y dirigido por Billy Gierhart. La filmación para el episodio ocurrió en Sharpsburg, Georgia, el 1 de agosto de 2011. La preparación para filmar se inició en julio de 2011, cuando los productores convirtieron un edificio vacío en una farmacia temporal. Herb Bridges, quien era propietario del edificio en ese momento, fue contactado por los productores de la serie en enero de 2011, y de nuevo cuatro meses después en mayo. Bridges les informó que el espacio sería rentado por una mujer que abriría una tienda para niños allí; sin embargo, todavía no se había mudado allí. Este episodio contiene una escena en que Daryl busca a Sophia en un hogar abandonado. Gregory Melton, el diseñador de producción de la serie, fue el primero en ubicar la casa. Melton tomó una fotografía de ella en su celular, y envío la fotografía al creador Frank Darabont. Darabont reaccionó positivo a esta imagen, y luego la escribió en el guion del episodio.
El episodio marcó el clímax de la relación entre Maggie Greene y Glenn, en que tuvieron relaciones sexuales en una farmacia. Robert Kirkman insistió en que era importante ver la historia desde una perspectiva diferente. "No creo que quisieramos convertirlo en un tipo de sexo pornográfico." "Cherokee Rose" marcó un punto de inflexión en el desarrollo del personaje de Daryl Dixon. Contiene un monólogo que hace referencia a la rosa Cherokee, y su asociación con el Sendero de lágrimas. La escena fue ideada y escrita por Evan Rielly. "De hecho estaba en el set durante la filmación de eso," dijo Kirkman. "Casi todos los actores en el elenco apareció, porque absolutamente les encantó esa escena y querían ver la representación de Melissa y Norman".
El episodio contiene una escena en que los sobrevivientes sacan a un caminante de un pozo de agua, no lo quieren matar allí para prevenir contaminación en el agua. Tales intentos prueban no tener éxito, ya que el intento de sacar al caminante lo corta por la mitad y una parte cae al pozo. Greg Nicotero, el director de efectos especiales para The Walking Dead, colaboró con KNB Efx Group para producir la secuencia. Nicotero recibió una llamada de miembros del personal de la compañía dos horas después de dejar las oficinas de producción. Diseñaron y expresaron planes de crear un escenario en que un caminante cae a un pozo. Nicotero trabajó con KNB Efx Group en otras películas en el pasado. "Una de las cosas que nos dimos cuenta - mirando investigaciones de morgues y búsquedas de cadáveres - es que todo se hincha," dijo. "El líquido satura la piel tanto que se hincha, y la piel comienza a partirse. Esa fue una de las cosas que realmente queríamos hacer." Fue esculpido un traje usando un cuerpo y un molde de cabeza. Se componía de tres capas, una smiliar a la piel que cubre el exterior del traje, seguido por una capa de silicona y una capa de espuma dentro del vestuario. Nicotero insertó globos de agua dentro de la silicona y capas de espuma. Explicó que mientras el actor comienza a moverse, el líquido se transfiere de un lado del traje al otro. Nicotero agregó: "Sí lo hacíamos de espuma de látex, no hubiera sido duro. Pero utilizamos silicona que fue muy plastificada - lo que significa que la silicona estaba muy suave." El traje pesaba aproximadamente sesenta kilos. 

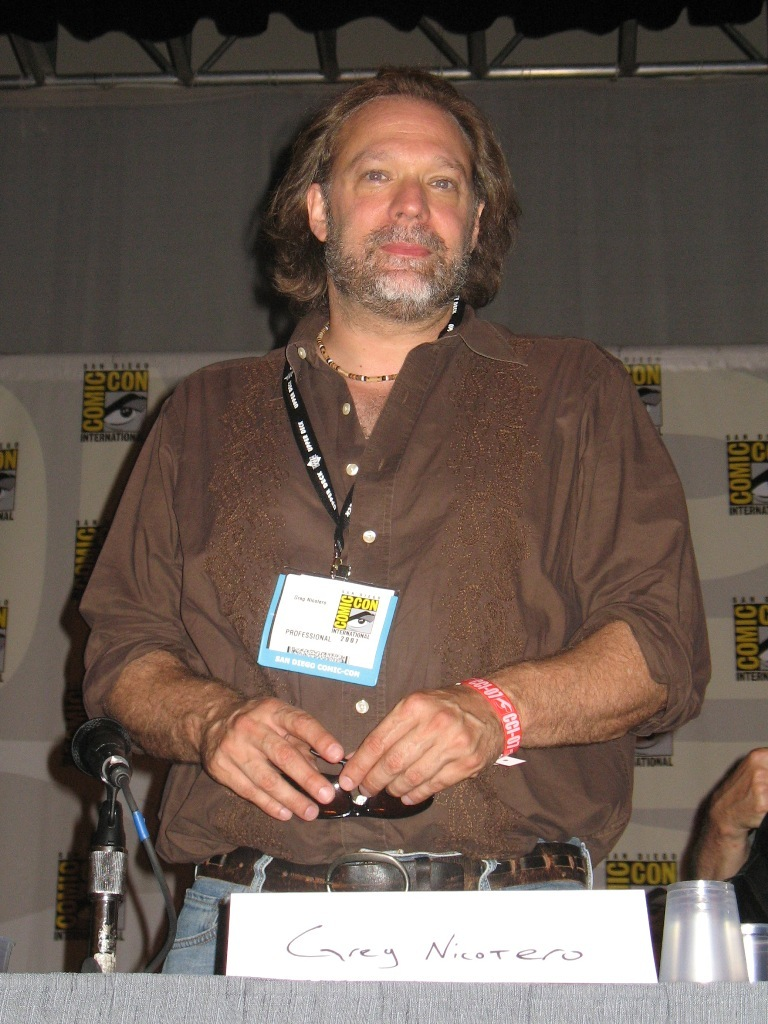
Greg Nicotero (en la foto) colaboró con KNB Efx Group para producir la secuencia del pozo.

Brian Hilliard, un miembro de KNB Efx Group, fue elegido por los productores como el caminante. Hilliard fue favorecido en lugar de otro actor, quien se enfermó poco después de ser elegido. En su entrevista con Entertainment Weekly, Greg Nicotero explicó el por qué eligió a Hilliard para el papel:
Necesitaba a alguien quien pudiera actuar, y también quien tuviera mucha resistencia, porque estábamos grabando en Atlanta a finales de julio. La silicona no tiene una estructura celular, como lo tiene la espuma. No respira. Así que Brian fue básicamente encerrado en un traje de sesenta kilos. Cada parte de su cuerpo estaba cubierto. Tenía prótesis faciales, en sus manos, piernas, pies. Tenía todo pegado. No era como sí le pudiéramos sacar el traje entre los sets. Él estaba dentro de él.
La secuencia fue rodada en un período de dos días. El rodaje en el primer día comenzó dentro de un pozo, que fue construido por Gregory Melton en aproximadamente cuatro semanas. Medía más de cuarenta pies de altura, y la base estaba ubicada en una piscina. Nicotero dijo que "[ellos podían abrir la puerta, poner al zombie allí, luego cerrar la puerta. La cámara lo grabaría." En lo alto del pozo, estaba una abertura de unos seis pies. A pesar de poner jalea y limo en un borde del pozo, Nicotero y su equipo de producción encontraron la secuencia muy difícil de grabar. "En 'acción', lo sacamos, y él se resbaló," dijo Nicotero. "Fue todo un reto tener todas esas piezas para estar en un calendario de televisión." En el momento que Hilliard fue sacado del pozo, los productores utilizaron un segundo traje equipado de piernas ortopédicas y un cuerpo de prótesis. Varias bolsas de sangre fueron insertadas en el torso del traje; donde fueron llenadas de líquidos viscosos en una variedad de colores. Se agregaron las entrañas dentro del traje, mientras Nicotero afirmó que su equipo quería una "gigantesca explosión de sangre derramada." 
Para inducir la división del traje, el coordinador de efectos especiales de la serie, Darrell Pritchett insertó petardos dentro del traje. Debido a que el caucho constituía un gran porcentaje del traje, se agregaron pesos para asegurarse que se hundiera en el agua. Mientras grababan, aproximadamente 12-15 litros de líquido fueron vertidos en el pozo después de la caída de las piernas con prótesis. Cuatro tomas fueron producidas de esa secuencia.

## Recepción

### Índices de audiencia
El episodio fue emitido el 6 de noviembre de 2011 en los Estados Unidos en AMC. Tras emitirse, el episodio alcanzó a los 6.29 millones de espectadores y obtuvo un índice de audiencia de 3.4. Se convirtió en el programa de cable más calificado del día, obteniendo índices de audiencia más altos que Hell on Wheels en AMC y Real Housewives. "Cherokee Rose" fue el segundo programa con más calificación de la semana, superando la película Certain Prey por un margen considerable. En Reino Unido, "Cherooke Rose" recibió 893,000 espectadores, convirtiéndose en el programa más calificado en FX en la semana del 13 de noviembre.

### Críticas

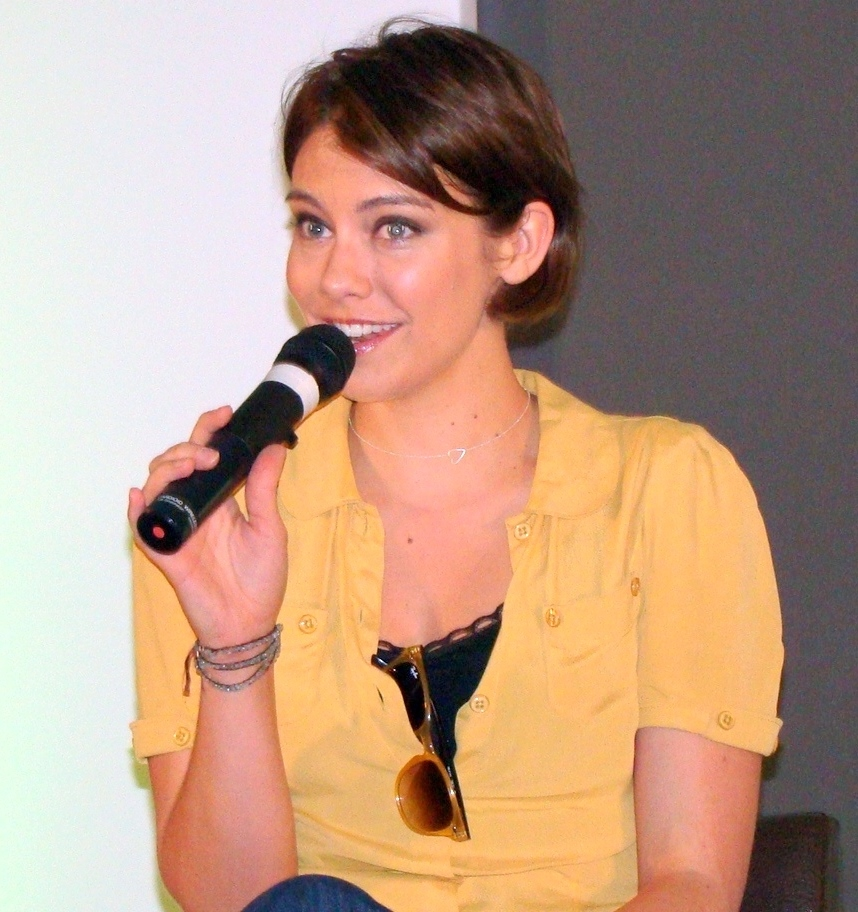
Los críticos estuvieron divididos sobre el desarrollo entre la relación de Maggie y Glenn.

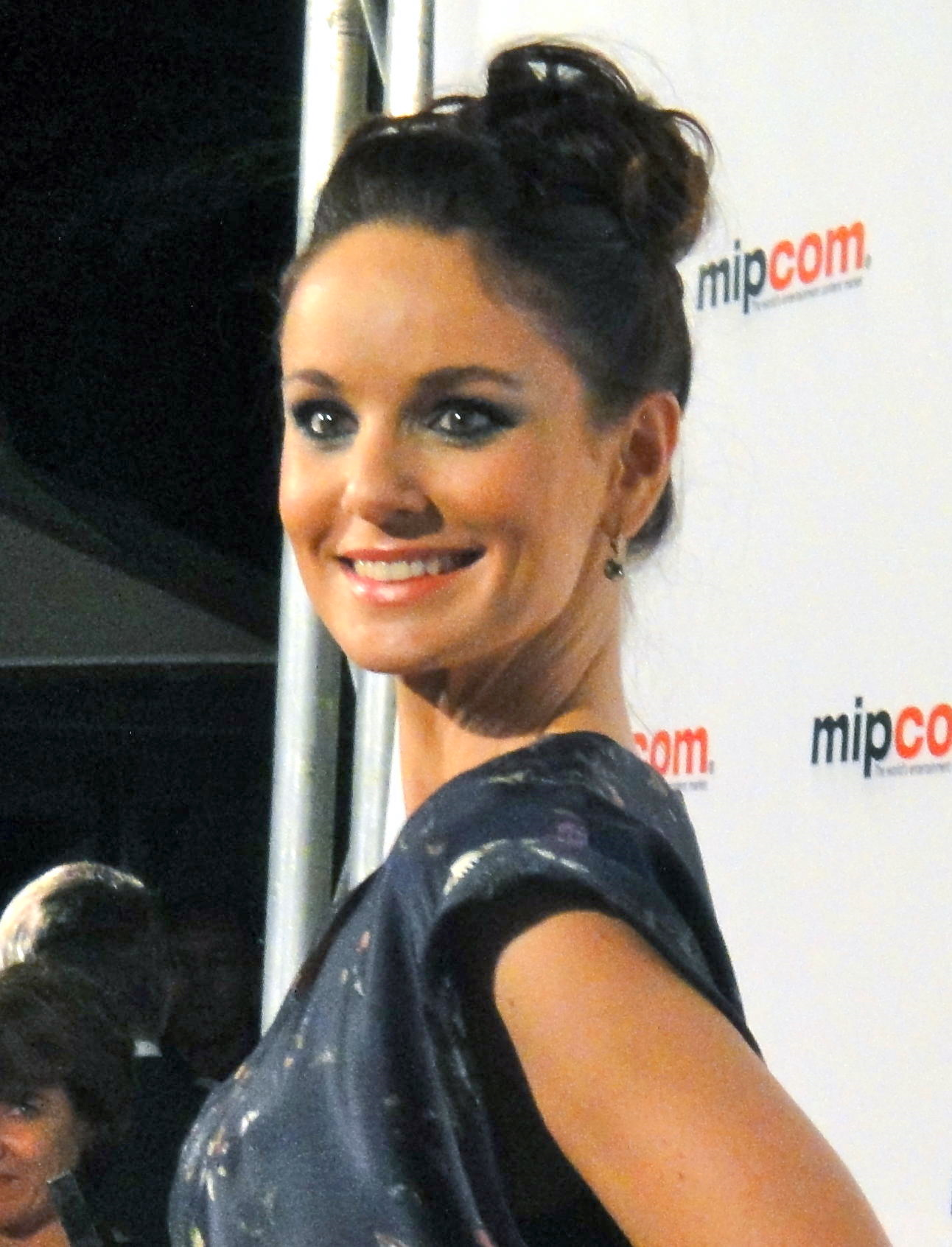
La secuencia final con Lori Grimes (Callies, en la imagen) fue bien recibida por los críticos.

"Cherokee Rose" alcanzó comentarios favorables de los críticos. Zach Halden de The A.V. Club le dio al episodio una B+, y sintió que le dio una descripción exacta de los personajes. Josh Jockson afirmó que el episodio fue superior a los plazos anteriores, describiéndolo como "un respiro". Del mismo modo, Josh Wigler de MTV evaluó que a pesar de tener menos violencia de lo habitual, la calidad de "Cherokee Rose" mejoró del episodio anterior. Alan Sepinwall de HitFix discutió que mientras que los personajes del show necesitan más desarrollo, el desarrollo mostrado en el episodio fue un "paso definitivo en la dirección correcta en ese frente." Nate Rawlings concluyó que el episodio contenía muchas escenas poderosas. Eric Goldman de IGN fue crítico del episodio, dándole siete de diez, significando un "buen" índice de audiencia. Goldman sintió que "Cherokee Rose" fue una decepción, citando que carece de cualquier enfoque o dirección. Henry Hanks, de CNN, dijo que el episodio fue el más débil de la temporada.
Los críticos elogiaron el desarrollo entre la relación entre Maggie Greene y Glenn. Andrew Conrad de The Baltimore Sun dijo que la historia fue sinónimo de un "romance lleno de vapor", mientras que Aaron Rutkoff de The Wall Street Journal lo llamó, "el momento más gracioso de la serie." Goldman opinó que su encuentro sexual se sintió genuino; "Él es un tipo agradable, ella parece una chica genial, y se sentía libre genuino cuando ella notó que también se sentía sola y lista para algo de compañía." Nick Venable de Cinema Blend afirmó que las interacciones entre Maggie y Glenn fue el punto culminante del episodio. "Me alegro que los escritores están introduciendo este cómic, ya que este show realmente necesita una pareja sin armarios llenos de cadáveres. Cuando Glenn accidentalmente toma una caja de condones para que Maggie vea, me reí a carcajadas. La conversación que siguió también me hizo sonreír, lo que me hace preguntar porque el humor se paga en menor cantidad en el show." Jackson estuvo sorprendido con la escena, y la llamó "inesperada". Jen Chenay de The Washington Post comparó a Glenn con Little Mikey de los anuncios Life, y sumó: "Él ha asumido este papel sin mucha elección en el asunto, pero él lo ha hecho con cierta tranquilidad, a veces petrificado, con su gorra de béisbol y dignidad que lo hace admirable."
La secuencia del agua fue elogiada por los críticos. Darren Franich de Entertainment Weekly describió la escena como "hilarante" y agregó, "Me encantó la inutilidad de toda la trama, y fue una prueba más que el diseñador de maquillaje Greg Nicotero es la estrella real de The Walking Dead." Jackson, Rawlings y Pamela Mitchell sintieron que la secuencia fue uno de los momentos más grotescos de la serie. Rawlings agregó: "Honestamente, eso mismo es por qué muchas personas miran The Walking Dead." Wigler expresó que fue "muy bien hecho", y notó que el caminante era "el zombie más vil y repugnante que Greg Nicotero haya creado."
La secuencia final de "Cherokee Rose" fue bien recibida por los críticos. Morgan Jeffrey de Digital Spy admiró la escena, y la describió como "tensa". Halden opinó que la escena fue una historia bastante sólida, y sintió que fue el mayor evento del episodio.